# Małgorzata Zalewska
Małgorzata Zalewska (ur. 28 lipca 1963 w Krakowie) – polska harfistka, koncertująca na harfie współczesnej, celtyckiej, harfie elektrycznej i harfie barokowej (arpa doppia).

## Wykształcenie
Ukończyła studia na Akademii Muzycznej w Warszawie w klasie harfy Aliny Baranowskiej oraz Urszuli Mazurek. Doskonaliła swoje umiejętności pod kierunkiem Susanne Mildonian, Ursuli Holliger, Eleny Polonski oraz Andrew Lawrence'a Kinga (arpa doppia).

## Kariera artystyczna
Solowy debiut Małgorzaty Zalewskiej miał miejsce w 1990 roku w Filharmonii Narodowej w Warszawie.

W latach 1994–2010 współpracowała z Warszawską Operą Kameralną, gdzie grała solistyczne partie basso continuo na arpa doppia, towarzysząc takim wokalistom jak m.in.: Olga Pasiecznik, Dariusz Paradowski, Jacek Laszczkowski i Krzysztof Szmyt. Współpracowała także z Jeanem-Claude’em Malgoire, Władysławem Kłosiewiczem i Agatą Sapiechą.

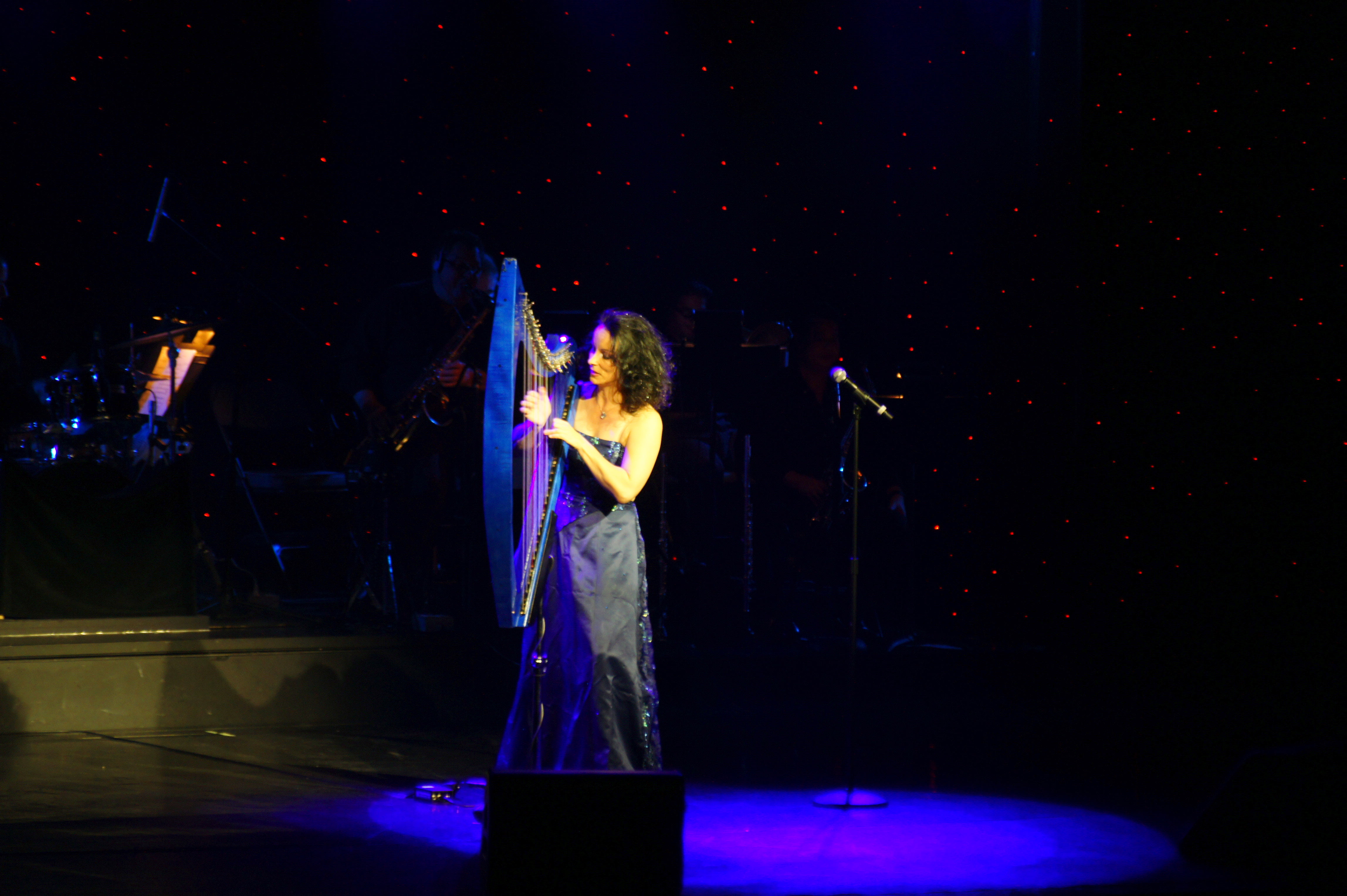
Małgorzata Zalewska (fot. Gary Gutman)

Jako solistka - instrumentalistka występowała z wieloma artystami operowymi, jak m.in.: Francisco Araiza, Małgorzata Walewska, Brigitte Balleys; dyrygentami: m.in. Jerzy Maksymiuk, Tadeusz Wojciechowski, Agnieszka Duczmal, Daniel Stabrawa, Chikara Imamura, Massimiliano Caldi, Adrew M. Kurtz, muzykami: m.in. Tomasz Strahl, Gary Guthman, Łukasz Długosz.
Koncertowała z takimi zespołami jak: m.in.: Graz Trio, Warszawska Sinfonietta, Leopoldinum, Capella Bydgostiensis, MACV, Sinfonia Varsovia, Europa Galante, Orkiestra XVIII wieku, a także wieloma orkiestrami filharmonicznymi.
Koncertowała w kraju oraz na całym świecie.

## Dyskografia i nagrania telewizyjne
Uczestniczyła, jako muzyk orkiestrowy i kameralny, w nagraniach blisko 50 płyt dla takich wytwórni fonograficznych jak: EMI, Decca, Hungarton, EMI, Pro Musica, Sony Classical.
W 2005 ukazała się płyta artystki Harp Solo, zawierająca utwory Andresa, Charpentiera, Debussy'ego, Händla i Stradomskiego.
W 2007 miała miejsce premiera suity koncertowej Master&Margarita na harfę i orkiestrę symfoniczną, skomponowanej specjalnie dla artystki przez Gary'ego Guthmana, płyta pod tym samym tytułem ukazała się nakładem DUX.

### Wybrana dyskografia
- Małgorzata Zalewska, Harp solo, DUX 0519, 2005
- Master and Margherita, Małgorzata Zalewska – harfa, Gary Guthman – trąbki, Tadeusz Leśniak – instrumenty klawiszowe, Pacific Ocean Productions Inc. / DUX, 2007[6]
- Muzyka dla Ucha Malucha, DUX 0550/0551, 2006 (jako solista - instrumentalista)

### Nagrania telewizyjne
Wzięła udział w autorskich programach telewizyjnych poświęconych muzyce harfowej. Dokonała telewizyjnych rejestracji:
- recital na Letnim Festiwalu w Radziejowicach pod patronatem Jerzego Waldorffa (Warszawski Ośrodek Telewizyjny, 1998),
- recital ,,Impresje” na Międzynarodowym Festiwalu w Łańcucie (TV Polonia, 1999),
- Koncert na harfę i flet C-dur W.A. Mozarta wykonywanego na Festiwalu Mozartowskim w Warszawie (TVP1 i TVP2, 1996, 1999, 2001).

## Inne
Artystka gra na harfie koncertowej Atlantyda Prestige (CAMAC).
Wzięła udział w światowej promocji harfy Atlantyda reprezentując rejon Europy Wschodniej, jej zdjęcie promujące instrument ukazało się na okładkach prestiżowych czasopism Harpa - Piano (Europa) i Harp International (USA).

## Życie prywatne
Jej mężem jest amerykański muzyk jazzowy Gary Guthman.